# جلیل شهناز
جلیل شهناز (زادهٔ ۱ خرداد ۱۳۰۰ در اصفهان – درگذشتهٔ ۲۷ خرداد ۱۳۹۲ در تهران) موسیقی‌دان و نوازندهٔ تار اهل اصفهان بود.

## زندگی

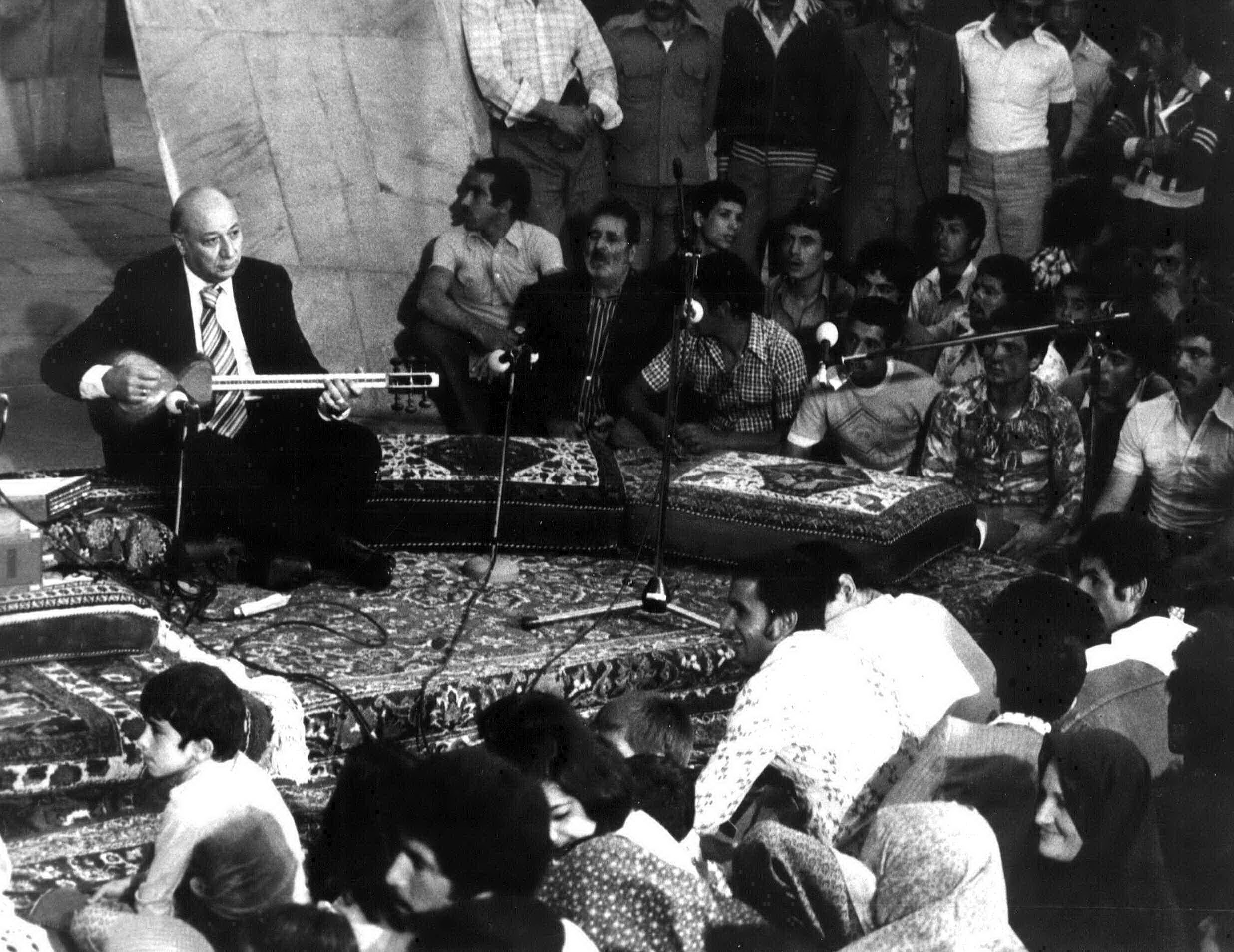
تارنوازی جلیل شهناز در جشنی در آرامگاه خیام، نیشابور؛ ۱۳۵۴

جلیل شهناز در سال ۱۳۰۰ در اصفهان به دنیا آمد. تقریباً همه اعضای خانواده وی با موسیقی آشنایی داشتند و در رشته‌های مختلف هنر از جمله تار، سه‌تار، سنتور و کمانچه به مقام استادی رسیدند. پدرش «شعبان‌خان» علاقه وافری به موسیقی اصیل ایرانی داشت و علاوه بر تار که ساز اختصاصی او بود، سه‌تار و سنتور هم می‌نواخت. عموی او غلامرضا سارنگ (سارنج) هم از نوازندگان کمانچه بود.
جلیل شهناز از کودکی به موسیقی علاقه‌مند شد و نواختن تار را نزد برادر بزرگ خود حسین شهناز که به خوبی ساز می‌نواخت، آغاز کرد. پشتکار زیاد و استعداد شگرف جلیل به حدی بود که در سنین جوانی از نوازندگان خوب اصفهان شد.
در کتاب «موسیقی‌دانان ایرانی» نوشته پژمان اکبرزاده آمده است: «شهناز نوازندگی در رادیو اصفهان را از سال ۱۳۲۸ آغاز کرد و در سال ۱۳۳۶ به دعوت سازمان رادیو به تهران آمد و در برنامه‌های گوناگونی مانند برنامه گل‌ها، ارکستر حسین یاحقی و… به عنوان تک‌نواز و همنواز به فعالیت پرداخت. وی همچنین در گروه «یاران ثلاث» (همراه با تاج اصفهانی و حسن کسایی) و گروه اساتید موسیقی ایران کنسرت‌های بسیاری را در داخل و خارج از ایران اجرا نمود. شهناز در برنامه‌های جشن هنر شیراز نیز حضوری فعال داشت.»
این نوازنده تار در طول زندگی هنری خود با هنرمندان کشور از جمله فرامرز پایور، حبیب‌الله بدیعی، پرویز یاحقی، همایون خرم، علی تجویدی، منصور صارمی، رضا ورزنده، امیر ناصر افتتاح، جهانگیر ملک، اسدالله ملک، حسن کسائی، سید محمد موسوی، حسین تهرانی، تاج اصفهانی، ادیب خوانساری، محمودی خوانساری، عبدالوهاب شهیدی، اکبر گلپایگانی، حسین خواجه امیری، محمد رضا شجریان، شهرام ناظری، حسن زیرک، علی‌اصغر شاه‌زیدی، طباطبائی و محمد اصفهانی و علی رستمیان همکاری داشته است.
وی در دههٔ ۱۳۶۰ همراه با فرامرز پایور (سنتور)، علی اصغر بهاری (کمانچه)، محمد اسماعیلی (تنبک) و سید محمد موسوی (نی) «گروه اساتید موسیقی ایران» را تشکیل داد و با این گروه، مسافرت‌های متعددی به کشورهای اروپایی، آسیایی و آمریکا داشت. آلبوم کنسرت اساتید موسیقی ایران با آواز شهرام ناظری یکی از حاصل‌های این همکاری است.

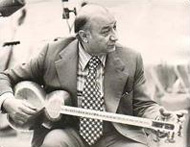
جلیل شهناز در حال نواختن تار

وی در سال ۱۳۸۳ به عنوان چهره ماندگار هنر و موسیقی برگزیده شد. همچنین در ۲۷ تیر سال ۱۳۸۳، مدرک درجه یک هنری (معادل دکترا) برای تجلیل از یک عمر فعالیت هنری به جلیل شهناز اهدا شد. در سال ۱۳۸۷ محمدرضا شجریان، گروهی را که با آن کار می‌کرد، به افتخار جلیل شهناز، گروه شهناز نام گذاشت.
جلیل شهناز علاوه بر نواختن تار که ساز اختصاصی او بود، با نواختن سه‌تار، ویلون، سنتور، تمبک نیز آشنایی داشت.

## شهناز در نگاه دیگران
در آیین نکوداشت جلیل شهناز و درویش‌خان در فرهنگسرای هنر در سال ۱۳۸۵ گفته شده است:
حسن کسائی: شناخت موسیقی کار هرکسی نیست. همه موسیقی را گوش می‌دهند و دوست می‌دارند اما کسی که سره را از ناسره تشخیص بدهد و بتواند درک مقاماتی را که استاد شهناز نواخته‌اند داشته باشد بسیار نادر است. همه ساز می‌زنند و همه خوب ساز می‌زنند ولی قدرت نوازندگی و محفوظات و لحظات موسیقی که آقای شهناز می‌دانند و اجرا کرده‌اند، چیزی که در دست همگان باشد نیست؛ یعنی ردیف موسیقی ایران نیست. قدرت آقای شهناز در جواب دادن و دونوازی خارق‌العاده است. من ۶۰ سال با ایشان همنوازی کرده‌ام و ساز بنده با ساز شهناز گره خورده است.
محمدرضا شجریان: ساز شهناز در من زندگی می‌کند و من با ساز شهناز زندگی می‌کنم. من تنها خواننده‌ای هستم که خودم را شاگرد جلیل شهناز می‌دانم. ساز این نوازنده بی بدیل، یک ساز آوازی است؛ برخلاف دیگر نوازنده‌ها که ۸۰ درصد سازی می‌زنند و فقط ۲۰ درصد آوازی. جلیل شهناز به بیان واقعی در نوازندگی تار رسیده است؛ چرا که در گیرودار ردیف و تقلید از دیگران نماند و مانند آبشاری خروشان در جریان است.
داریوش پیرنیاکان: در تار نوازی شهناز با توجه به تمام نواندیشی‌هایش می‌توان ردپای ردیف و احاطه ایشان به ردیف را دید. جمله‌بندی شهناز به تمام معنا آوازی است، انگار که یک خواننده آواز می‌خواند و شما می‌توانید دنبالش کنید… جواب آوازهای شهناز از شاهکارهای جواب آواز در موسیقی ایرانی است. او از تمامی امکانات ساز بهره می‌گیرد و با قرینه سازی و سؤال و جواب‌های زیبا، قدرت و تکنیک را در خدمت زیبایی می‌آورد. من با ساز ایشان به تارنوازی علاقمند شدم و به کارم ادامه دادم .
پرویز یاحقی: شهناز دفتر تار را بست.
شعری در وصف شهناز، این رباعی منسوب به پرویز یاحقی است:
| یک عمر توان به ساز دمساز شدن |  | وز ساز نواختن سرافراز شدن |
| صد سال توان به تار مضراب زدن |  | اما نتوان جلیل شهناز شدن  |

## درگذشت

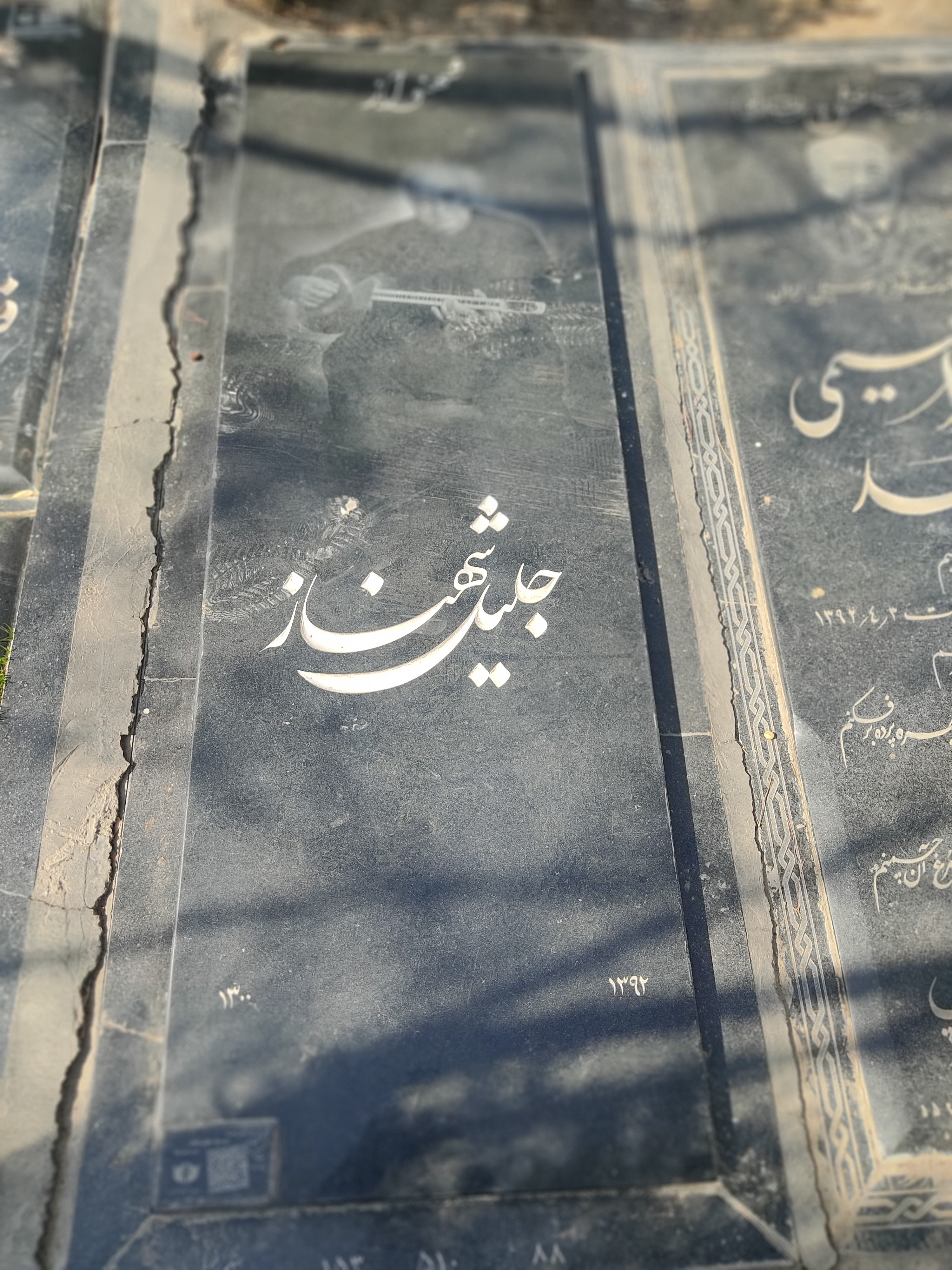
قبر جلیل شهناز در قطعه هنرمندان بهشت زهرا

جلیل شهناز پس از تحمل یک دوره بیماری و همچنین به دلیل کهولت سن در صبح روز دوشنبه ۲۷ خرداد ۱۳۹۲ در سن ۹۲ سالگی در بیمارستان آراد درگذشت. و پیکر او در قطعه هنرمندان بهشت زهرا به خاک سپرده شد. محمدرضا شجریان پس از درگذشت جلیل شهناز گفت: «استاد جلیل شهناز در من شور و عشق آفرید و من با صدای تار شهناز بدین جا رسیدم و کلمهٔ استاد فقط لایق شهناز و استاد جلیل شهناز را بسان حافظ که تکرار ناشدنی‌ست و با احترام به تمام نوازندگان تار پس از استاد شهناز باید دفتر تار ایران بسته شود.»
پس از درگذشت جلیل شهناز، رامیز قلی‌اف نوازنده برجسته تار در جمهوری آذربایجان پیام تسلیتی به همین مناسبت از طریق سفارت جمهوری اسلامی ایران ارسال کرد.

## آثار
- آلبوم «عطرافشان» (همراه با تمبک محمد اسماعیلی). «زبان تار» (تا تمبک جهانگیر ملک)...
- کتاب «گل‌های جاویدان» (پانزده قطعه برای تار و سه تار). نت نگاری: هوشنگ ظریف. انتشارات سرود، تهران، ۱۳۷۹.
برخی از آلبوم‌های جلیل شهناز:
- حضور در برخی شماره‌های مجموعه آلبوم آشنایی با شیوه آواز غلامحسین بنان
- غم‌زده (همایون خرم، جلیل شهناز، امیرناصر افتتاح)
- پانزده قطعه برگزیده برای تار
- تار و ترمه
- شور و زندگی
- عشق و زندگی
- انتظار دل، خلوت گزیده (باصدای محمدرضا شجریان)
- نرگس مست (باصدای حسام الدین سراج)
- سکوت (باصدای ایرج بسطامی)
- گل من (باصدای ایرج (حسین خواجه امیری))
- تمنای وصال (باصدای عبدالحسین مختاباد)
- کنسرت اساتید موسیقی ایران (باصدای شهرام ناظری و اجرای گروه اساتید موسیقی ایران)
- کرشمه نرگس (باصدای سیامک شجریان، برادر محمدرضا شجریان)
- شمع لرزان (اسدالله ملک، جلیل شهناز، منصور صارمی، جهانگیر ملک)
- آلبوم دل شیدا (باصدای شهرام ناظری و اجرای گروه اساتید موسیقی ایران)
- دفتر تار
- عطرافشان
- افتخار آفاق
- باغ نوا
- رهاورد
- زبان تار
- آوای جان
- آوای شهناز
- قطره شبنم (اسدالله ملک، منصور نریمان، مجید نجاحی، جلیل شهناز، فرهنگ شریف، فضل‌الله توکل، جهانگیر ملک)
- حماسه ایران (ادیب برومند، جلیل شهناز، پرویز یاحقی، جهانگیر ملک)
- چهارباغ (گروه اساتید موسیقی ایران)
- نوبهار (باصدای علی رستمیان)
- دل من (باصدای علی رستمیان)
- یاران زنده‌رود (جلال‌الدین تاج اصفهانی)
- به اصفهان رو (جلال‌الدین تاج اصفهانی)
- موج آتش (همایون خرم، جلیل شهناز، امیرناصر افتتاح)
- صد سال تار (هنرمندان مختلف از جمله جلیل شهناز، محمدرضا لطفی و…)
- چهار مضراب
- شب مهتاب (باصدای علی رستمیان)
- نغمه نوروزی (باصدای علی رستمیان)
- راز (جواد معروفی، پرویز یاحقی، جلیل شهناز، جهانگیر ملک، محمد اسماعیلی)
- مهر (پرویز یاحقی، جلیل شهناز، امیرناصر افتتاح)
- نوید بهاری
- شهناز شهنواز
- پانزده قطعه برای تار
- چهارباغ
- در سکوت باغ (همنوازی با حسن کسایی)